# 대한민국 여성가족부 관련 논란
이 문서는 대한민국 여성가족부와 관련된 논란들에 대한 문서이다.
여성부 출범 직후부터 인터넷을 중심으로 여성가족부에 대한 비판은 끊이지 않았으며, 이는 여성부의 존폐론과 연결되어 있다. 여성부 출범 초기의 논란은 근거없는 풍문에서 촉발된 것이 많았지만, 여성가족부에 청소년 보호업무(청소년보호위원회)가 이관된 후에는 '청소년 유해매체물' 심의 및 '컴퓨터 게임' 규제 등 정책에 대한 비판이 커지고 있다.
또한 여성가족부는 출범 취지 자체가 여성의 인권 보호를 위한 것이었으나, 윤창중 사건과 같은 권력형 성범죄나 일본의 위안부 망언에는 침묵으로 일관하는 이해하기 힘든 행보를 보여 이에 대한 비판 여론도 거세었다.

## 청소년 유해매체물 심의 관련 논란
2011년 8월, 여성가족부는 이미 널리 알려진 대중가요인 송창식의 〈고래사냥〉을 자우림이 리메이크하자, 가사 중 '술'이 들어갔다는 이유로 청소년 유해매체물로 판정해 비난을 샀다. 그 밖에도 그룹 비스트의 〈비가 오는 날엔〉, 옴므의 〈밥만 잘 먹더라〉, DJ DOC의〈나 이런 사람이야〉, 가수 김동률의 〈취중진담〉, 노라조의 〈포장마차〉, 10cm의 〈아메리카노〉, 2012년에는 지드래곤의〈그 XX〉, 2014년에는 에픽하이의 〈BORN HATER〉 등이 연달아 유해매체물로 판정되면서 심의를 담당하고 있는 여성가족부가 지극히 주관적인 판단에 근거하여 예술·표현의 자유를 과도하게 제약하고 권력을 남용하고 있다는 비판을 받고 있다.
이에 대해 여성가족부는 가요 심의 기준을 완화해 '술ㆍ담배를 직접적으로 권하는 내용이 들어갈 때만' 규제하도록 청소년 유해매체물 심의 세칙을 바꾸겠다고 입장을 밝혔다.

## 여성인권 보호에 미온적인 태도 논란
일각에서는 여성부가 힘 없는 여성의 보호에는 소홀하고, 이해할 수 없는 잣대로 문화산업을 괴롭히는 권위의 상징이 됐다는 비판이 있으며, 피해자 보호는커녕 피해자에게 2차피해를 입혔다고 여성단체인 지구지역행동네트워크는 성명서를 내 “여성부를 해체하라”고 주장했다.

### 장자연 사건
2009년 장자연 사건에 대해 침묵한다는 네티즌의 비난에 시달렸다. 이에 여성부 관계자는 "성명서라도 내야하는 것 아니냐는 민원이 많이 제기되고 있고 해당 민원인들의 취지는 잘 알지만 수사기관에서 재수사를 천명한 마당에 성명서는 발표하는 것은 옳지 않다"고 해명했다. 또한 이 관계자는 "2년 전 사건 당시 경찰에 공정한 수사를 요청하는 공문을 보낸 적이 있었지만 이번 사건과 관련해서는 공문을 보내지 않을 것"이라며, "반복해 공문을 보내는 것은 별다른 소득이 없다는 판단에서다"라고 덧붙였다. 초대 여성부 장관을 역임한 한명숙 전 총리는 "여성을 노리개로 삼는 야만의 시대가 부끄럽습니다"면서 "또 다른 장자연이 없는 세상을 위해서라도 이번에는 반드시 진실을 밝혀내야 합니다"라고 강조하고 장자연의 사망에 애도를 표했다.

### 현대자동차 하청업체 성희롱 피해자 김미영 사건
현대자동차 하청업체 성희롱 피해자 김미영(가명·46)씨가 여성부 앞에서 천막농성을 하자 여성부가 건물주의 요구를 빌미로 철거를 시도하고, 피해자가 장관 면담을 하러 가자 경찰을 불러 쫓아내고, 피해자를 비웃어서 멸시감을 주는 등 여성 인권을 훼손했다는 이유에서다. 피해자는 “장관과 함께 찾아왔던 여성부 사람들이 건물을 드나들 때 천막 앞을 지나다니며 때론 경멸하듯 쳐다보고 웃었다”며 “그것이 무엇보다 큰 고통이었다”고 전했다. 성희롱을 드러냈을 때 통상 잇따르는 ‘2차 피해’를 입었다는 것이다. 직장 내 성희롱 피해자 지원에 소극적인 데 대해 여성단체들은 기자회견을 통해 장관의 입장을 물었지만 여성부는 “복직 등 성희롱 피해자를 도울 수 있는 법적 근거가 없다”는 말만 되풀이했다.
“장관이 피해자를 만나 ‘소송에서 이긴다 해도 복직이 어려우니 다른 곳에서 일하면서 피해보상을 받으라’며 굴욕감을 안겨줬다”고 밝혔다. 피해자쪽은 “장관과 함께 찾아왔던 여성부 사람들이 건물을 드나들 때 천막 앞을 지나다니며 때론 경멸하듯 쳐다보고 웃었다”며 “그것이 무엇보다 큰 고통이었다”고 전했다. 성희롱을 드러냈을 때 통상 잇따르는 ‘2차 피해’를 입었다는 것이다.

### 기지마을 위안부 국가 배상 소송
2014년 6월 25일에 정부에 배상을 요구한 122명 원위안부의 할머니들의 호소에 대해 미군은 인식하고 있다고 발표하고 있지만 여성가족부는 코멘트를 거절하고있다.

## 인터넷 게임 관련 논란

### 인터넷 게임 셧다운제 논란
국회는 2011년 4월 29일에 본회의를 열어 '만 16세 미만의 청소년에 대하여 자정부터 오전 6시까지 인터넷 게임을 금지'하는 셧다운제를 주요 내용으로 하는 청소년보호법 개정안을 통과시켰다.
이러한 규제에 대해 게임물관리위원회의 지적을 받은 스타크래프트, 워크래프트(WOW), 모탈컴뱃, GTA 등 유해성 논란이 큰 게임만 규제하는 제한적 셧다운제를 주장하는 반론이 제기되고 있다.
또한, 셧다운제는 국내외를 막론하고 온라인 기능이 포함된 콘솔 게임과 모바일 게임까지 적용되기 때문에 국내는 물론 외국 게임사의 반발을 사고 있다.
그리고 청소년들의 자유를 침해한다는 점도 논란이다.

### 게임 기금 논란
2012년 3월, 여성가족부는‘인터넷 중독 예방을 위한 기금’으로 게임 연매출의 2%를 원천징수하겠다고 밝히며 약 4000억원 규모의 기금 설립을 시도하였다. 이와 관련하여 트위터 등 소셜미디어(SNS)에서는 강한 비판여론이 형성되어 해당 입법에 참여한 국회의원들에 대한 낙선운동으로까지 번지기도 하였다. 또한, 한국게임산업협회에서는 이러한 시도가 게임업계를 바라보는 부정적인 인식에서 나온 것이라고 강하게 반발하였다. 여성가족부는 청소년 게임 중독 예방을 위해 기금이 필요하다면서도 4천억원 규모의 기금이 필요한 근거와 사용처를 명확히 제시하지 못해 여러 비난을 받았다.

## 마인크래프트 미성년자 이용 제한 논란
2021년, 마인크래프트 자바 에디션이 만 19세 미만 사용자가 이용할 수 없게 된다는 것에 대한 논란이 일었다. 이는 마이크로소프트(MS)에서 계정을 통합하여 앞으로 마인크래프트를 플레이하려면 모장 스튜디오 계정이 아닌 엑스박스 네트워크 계정으로 로그인해야 한다고 발표했고 엑스박스 네트워크는 진작에 셧다운제의 영향으로 미성년자 이용이 불가능하였었기 때문이다. 고로 이 문제의 원인은 여가부가 발표한 '셧다운제' 때문이라고 할 수 있다. 그러나 여성가족부는 7월 2일 트위터에 "#사실은_이렇습니다"라는 트윗을 올리며 이용제한 방침은 여성가족부가 아닌 모장 스튜디오에 의한 정책이라고 주장했다. 이에 유튜브에는 여성가족부에 대한 비판이 쏟아졌고, 이에 200만 구독자를 보유한 마인크래프트 유튜버 도티는 자신이 졸지에 성인 게임 유튜버가 되었다며 안타까움을 호소했다. 현재 청와대 국민청원에서 마인크래프트 관련 카페인 '우리들의 마인크래프트 공간' 측이 "셧다운제를 폐지하고 마인크래프트의 성인 게임화를 막아주세요"라는 청원을 올렸다. 7월 23일 기준 116,965명이 동의하였으며 하루에 약 2만 명이 청원에 동의하기도 했다.

## 그밖의 논란

#### 죠리퐁, 테트리스 금지 괴담 소동
죠리퐁 괴담은 여성가족부가 죠리퐁의 판매 금지를 주장했다는 소문이다. 여성부 창설 이전에도 천리안, 나우누리 통신을 중심으로 YWCA 등 여성 단체에서 죠리퐁 판매 금지 청원을 했다는 소문이 돌았었다. 이에 대해 여성가족부 홍보팀장은 “죠리퐁과 쏘나타3 등과 관련한 소문은 전혀 사실 무근”이라며 “여성가족부에 대해 반감을 가지는 누리꾼 가운데 일부가 사실을 왜곡한 듯하다”고 말했다. 현재 죠리퐁은 대한민국에서 정상 판매되고 있고 중국 등 여러 나라에도 수출하고 있으며, 주요 언론들은 이 사례를 여성부 폐지론자들이 유포한 근거없는 소문의 가장 대표적인 사례로 들고 있다.
2003년, 테트리스 게임의 저작권 문제가 불거지자 판권료경쟁이 치열해져 대부분 게임회사들이 테트리스 게임의 서비스를 포기하자, 여성부가 테트리스 금지시켰다는 유언비어가 퍼졌으나, 사실이 아님이 밝혀졌다. 당시 게임사 하나만 정식으로 판권료를 지불하고 2006년까지 테트리스를 서비스했으나 수익성이 떨어진다는 이유로 이를 중단했다. 2008년 10월부터 테트리스 게임 서비스가 재개되었다.

#### 예산 관련 논란
여성가족부가 출범된 이후 2013년부터 4년동안 송년파티를 명목으로 전체 예산 중 570만원, 생일파티 기념 행사로 430 만원을 지출했다고 보도자료는 밝히고 있다. 송년 파티비용은 1인당 2만원정도로 편성되었다. 초기 570 억으로 알려졌으나 기사로 정정되었다.. 이를 두고 논란이 일었는데, 여성가족부는 이에 대해 예산 중 91%가 보건복지부에서 이관받은 보육사업 등에 쓰이며, 나머지 예산으로 양성평등 사업과 기본 인건비를 충당한다고 해명하였다.

## 같이 보기
- 여성부
  - 대한민국 여성가족부
    - 대한민국 여성가족부의 정책